# Distretto di Inchupalla
Il distretto di Inchupalla è uno degli otto distretti della provincia di Huancané, in Perù. Si trova nella regione di Puno e si estende su una superficie di 289,03 chilometri quadrati.

Ha per capitale la città di Inchupalla; nel censimento 2005 si contava una popolazione di 3.848 unità.